# Austrocotesia delicata
Austrocotesia delicata är en stekelart som beskrevs av Austin och Paul C. Dangerfield 1992. Austrocotesia delicata ingår i släktet Austrocotesia och familjen bracksteklar. Inga underarter finns listade.